# Herman Hansson Schotte
Herman Hansson Schotte (Skotte), var en svensk stenbildhuggare verksam under senare hälften av 1600-talet.
Han var son till stenhuggaren Hans Schotte och var verksam på Gotland. För Klinte kyrka utförde han 1667 en dopfunt i sandsten som han signerade i kyrkans korportal. Dopfunten är av medeltida typ men huggen i en svällande barockform och man antar att en medeltida dopfunt kan ha moderniserats av Schotte eller att han haft en äldre dopfunt som förebild. Tillsammans med några andra gotländska stenhuggare uppträdde han i ett mål i rätten angående tillstånd att exportera sten från Gotland. Följande år drog han och stenhuggaren Jesper Gertsson Smitt på sig en stämning eftersom de slog sönder en gravsten tillverkad av en i yrket olärd hemmansägare som de ansåg gjort intrång i ämbetet. Han övertog gården Martens i Burgsvik efter sin far 1670 och från 1671 brukade han gården Sibbenarve, till en början tillsammans med andra innan han övertog driften själv.